# Zespół urbanistyczno-przyrodniczy w Ostrowach Górniczych
Zespół urbanistyczno-przyrodniczy w Ostrowach Górniczych – zespół budynków i towarzyszących im zadrzewień o wartości historycznej w rejonie ulic Gałczyńskiego, Klubowej i Starzyńskiego w dzielnicy Sosnowca Ostrowy Górnicze; kompleks budynków patronackich z okresu od 1875 do 1922 roku; zajmuje powierzchnię około 2 ha. Jego powstanie wiąże się z działalnością Warszawskiego Towarzystwa Kopalń i Zakładów Hutniczych (później KWK Kazimierz-Juliusz). Rozbudowywany przez wiele lat, w trakcie których oprócz budynków mieszkalnych wzniesiono tu szkołę, ochronkę, dom ludowy, salę do zabaw i przedstawień teatralnych, bibliotekę, gospodę z salą balową, bilardem i czytelnią, szpital, dom kąpielowy oraz szkoła gospodarstwa domowego dla dziewcząt.  
W roku 2020 na kompleks od strony urbanistycznej składają się:
- Kolonia domów robotniczych, patronalnych z czwartego kwartału XIX wieku (lata 1875–1900)[7]; Znajdują się przy ulicy Konstantego Ildefonsa Gałczyńskiego pod numerami 29, 31, 33, 44, 46, 48, 50, 52, 54. 56 oraz Konstantego Ildefonsa Gałczyńskiego 17, 19, 21, 23;
- Budynek szpitala z 1893 roku;
- Zespół dwóch budynków szkolnych (szkoła i dom nauczycielski) zbudowanych w 1900 roku[7], zlokalizowanych przy ulicy Stefana Starzyńskiego pod numerami 50, 50A, wpisanych do rejestru zabytków pod numerem A/74/02;
- Willa Dyrektora przy ulicy K. I. Gałczyńskiego[7];
- Dom Ludowy w stylu zakopiańskim[3] z 1903 roku, znajdujący się przy ulicy Klubowej 2 zwany Gospodą, wpisanych do rejestru zabytków pod numerem A/1271/81;
- Dawny budynek ambulatorium z 1904 roku, nawiązujący do stylu zakopiańskiego, obecnie domy mieszkalne znajdujące się pod adresem ul. Konstantego Ildefonsa Gałczyńskiego 36[8]
- Domy urzędnicze z 1924 roku, zlokalizowane przy ulicy Klubowej 1,3 (obiekty zainteresowania konserwatorskiego o większej wartości);
- Dom przy obecnej ulicy Obwodowej 8[9], wpisany do rejestru zabytków pod nr A/812/67.

Na cześć przyrodniczą składają się liczne stare drzewa, w tym pomnikowe:
- grupa czterech dębów szypułkowych (Qercus robur L.)[10],
- lipa drobnolistna (Tilia cordata Mill.)[10],
- jesion wyniosły (Fraxinus excelsior L.)[10],
- lipa szerokolistna (Tilia platyphyllos Scop.)[10].

## Galeria

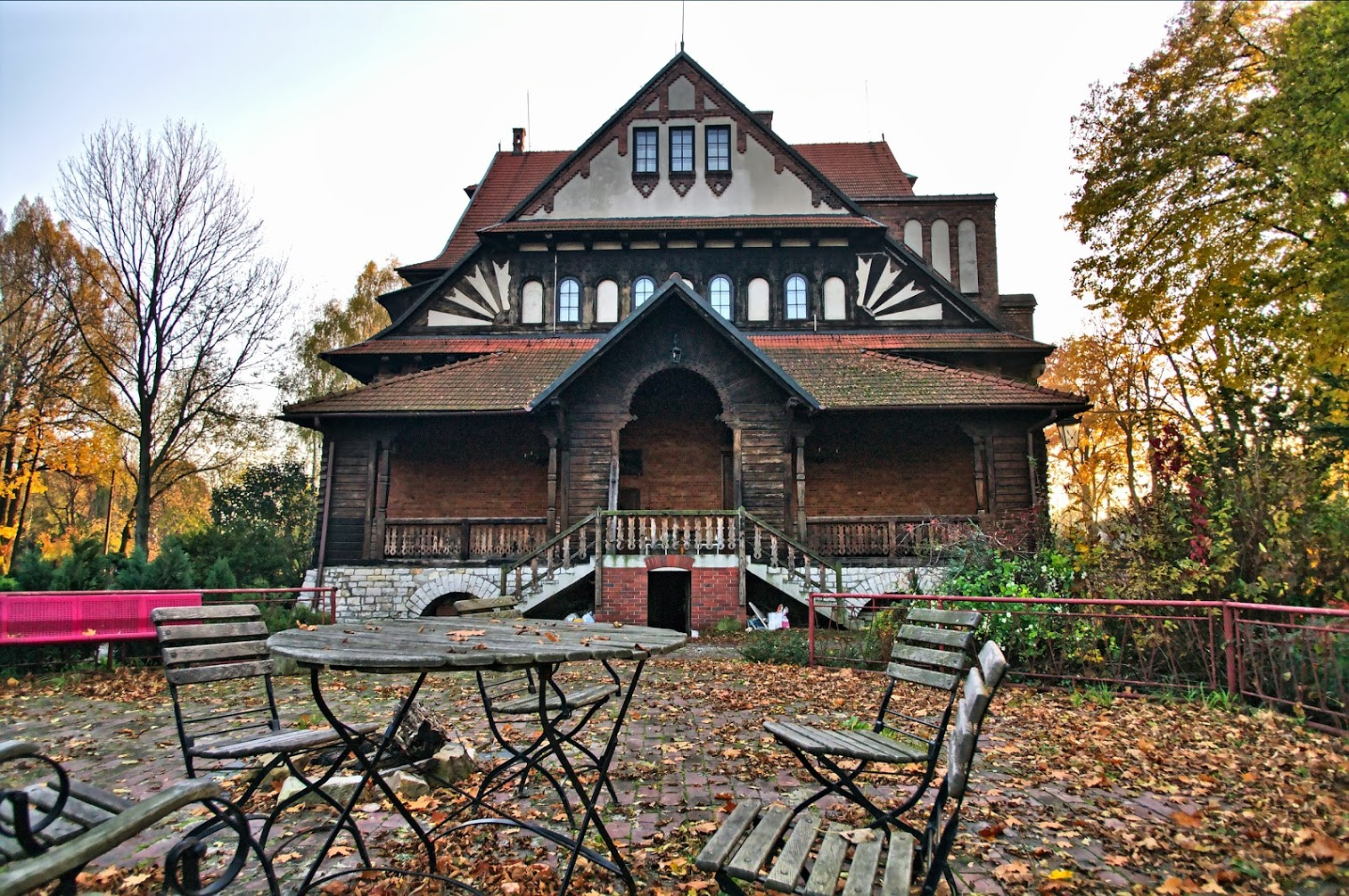
Dom ludowy
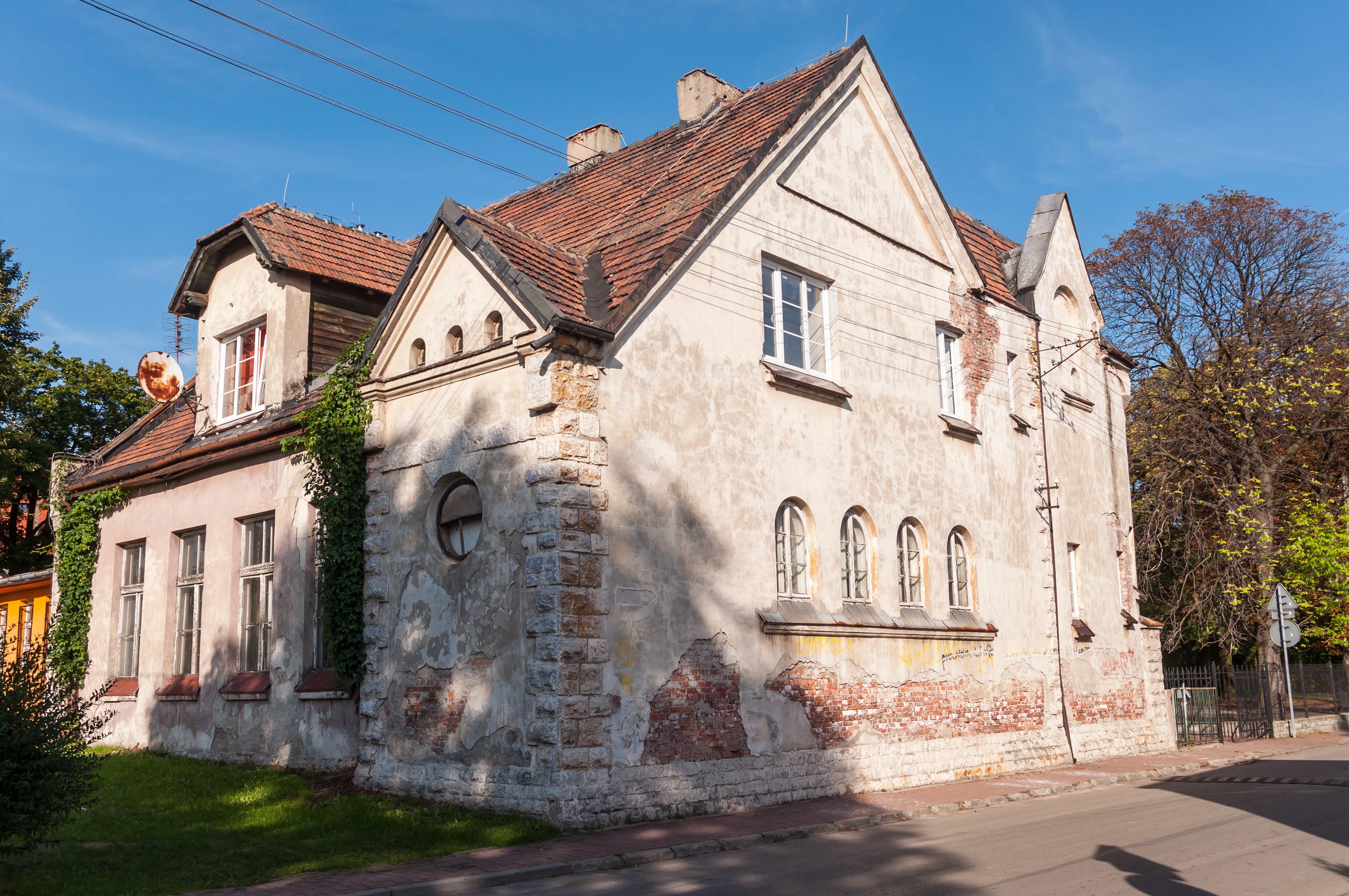
Dom nauczycieli
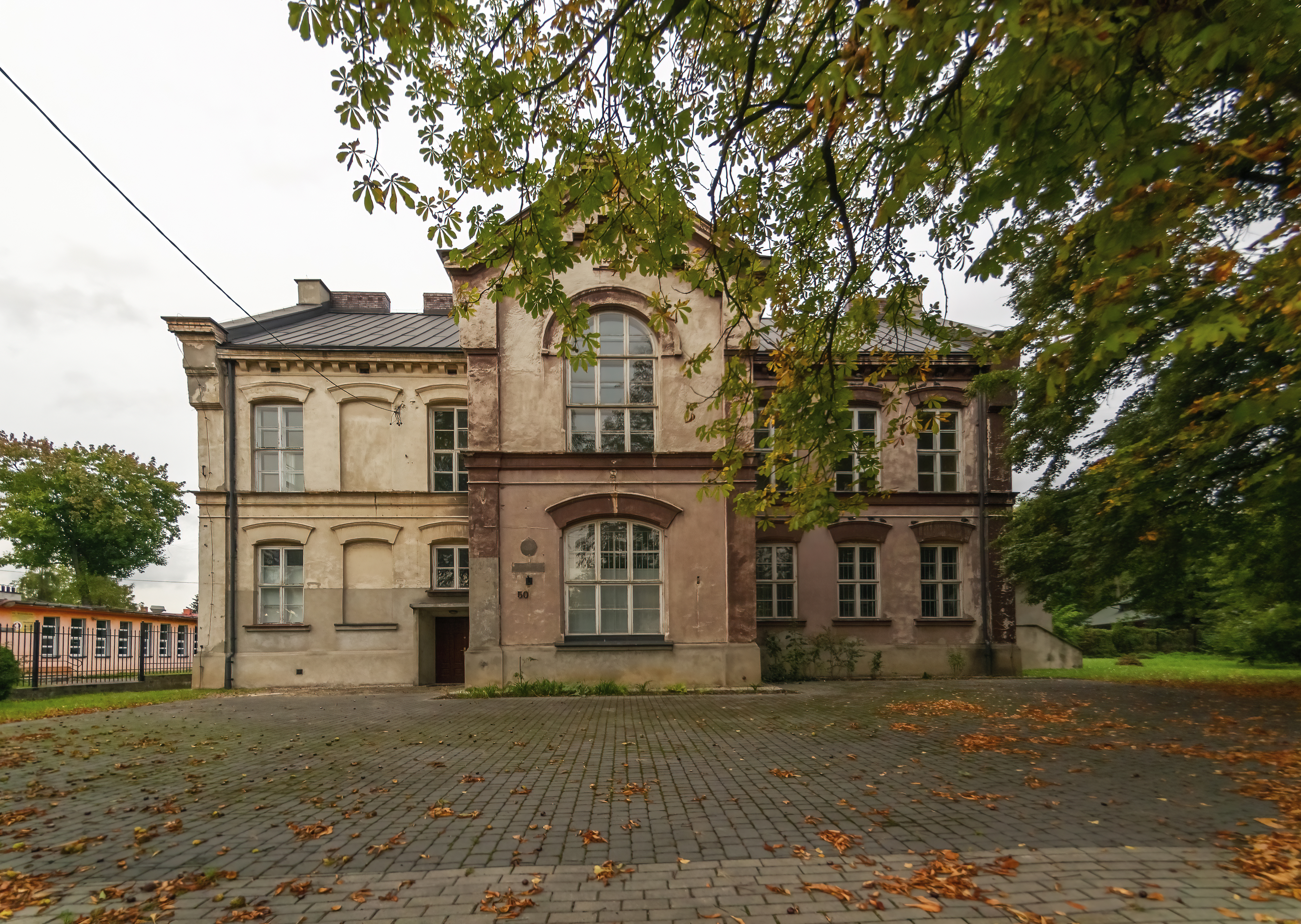
Dawna szkoła
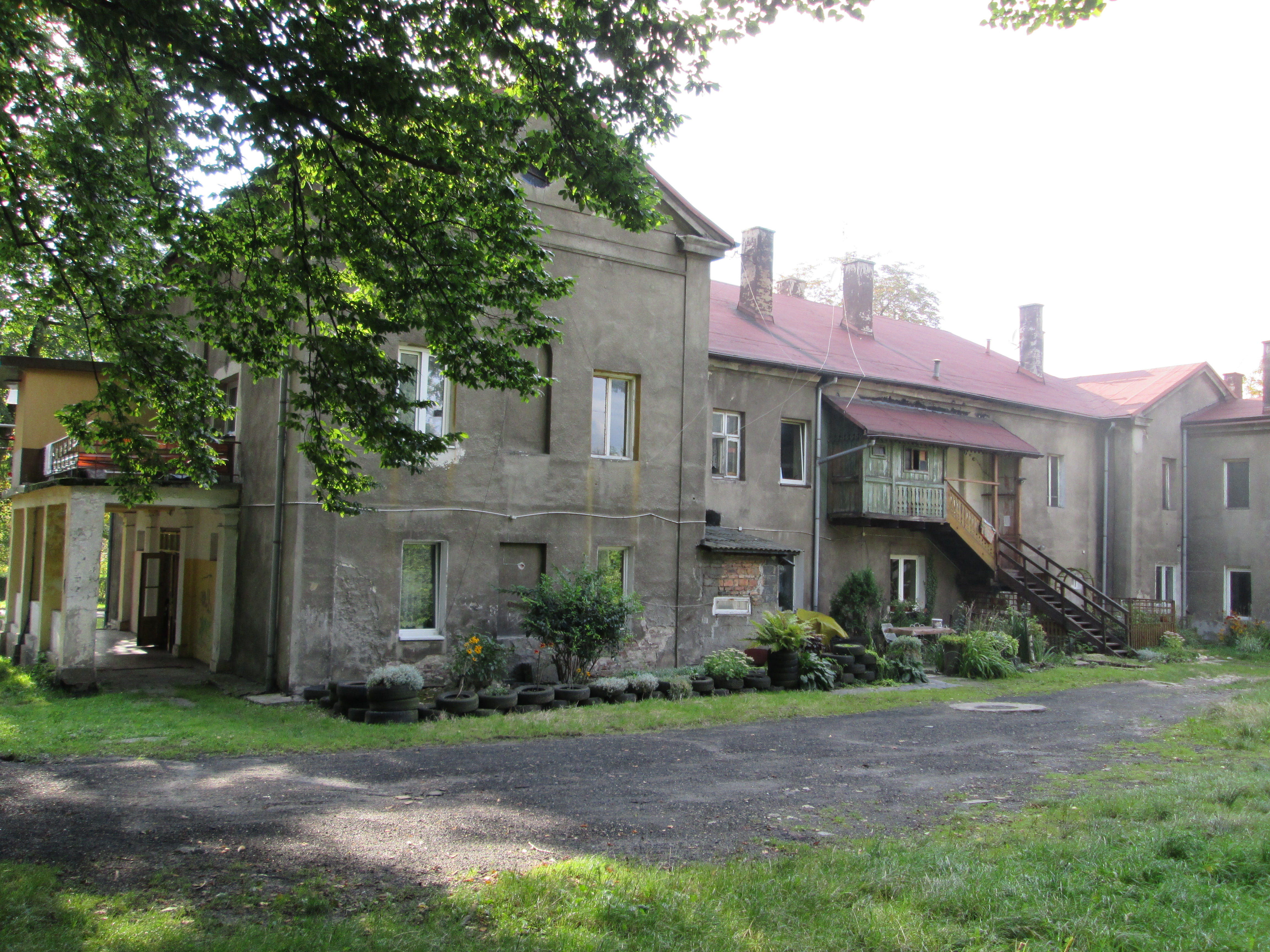
Dom na ul. Obwodowej